# Orchestre philharmonique de Nagoya

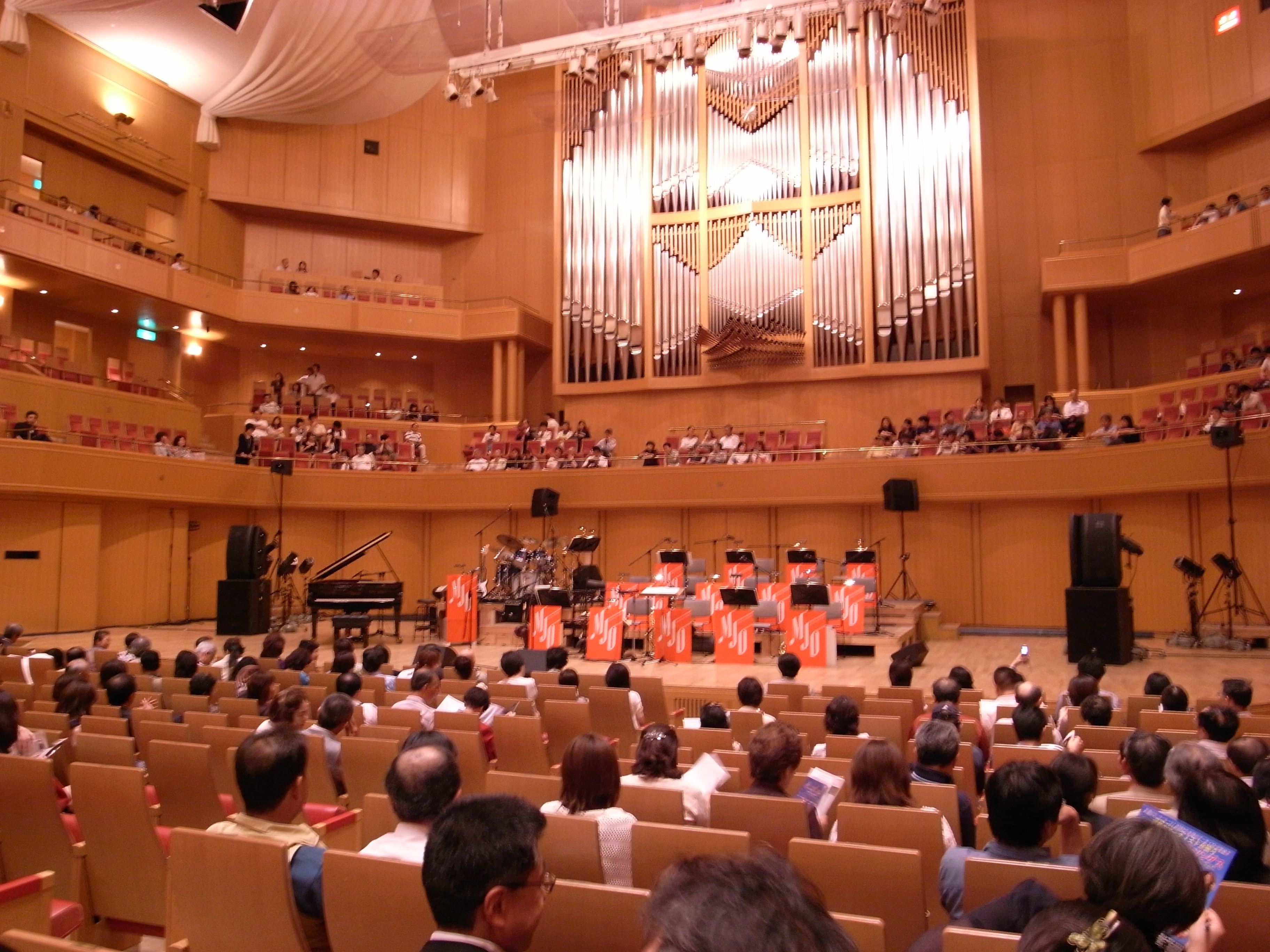
L'Orchestre philharmonique de Nagoya donne des concerts dans le théâtre des arts de la préfecture d'Aichi

L'Orchestre philharmonique de Nagoya (名古屋フィルハーモニー交響楽団, Nagoya Firuhāmonī Kōkyō Gakudan) est un orchestre symphonique basé à Nagoya au Japon et fondé en 1966. L'orchestre donne des concerts principalement à salle de concert du théâtre d'art de la préfecture d'Aichi et dans la salle Aurora du centre de culture et d'art de l'université Chūkyō

## Histoire
L'orchestre donne son premier concert d'abonnement en octobre 1967. En 1971, Hiroyuki Iwaki devient le premier directeur musical général de l'orchestre, avec la nomination en parallèle de Yoshikazu Fukumura comme chef d'orchestre permanent. Cette double disposition des conducteurs se poursuit jusqu'au mandat de Yūzō Toyama à la fois comme directeur général de la musique et chef permanent de 1981 à 1987, seul conducteur dans l'histoire de l'orchestre à tenir les deux titres. Au cours du mandat de Ken'ichirō Kobayashi, le titre de directeur musical général est changé en directeur musical, à compter de 2001. Le titre de chef permanent est abandonné et le poste de chef d'orchestre est institué, en commençant par Ryusuke Numajiri en 2003.
Le plus récent chef d'orchestre principal de l'orchestre est  Thierry Fischer, qui porte ce titre d'avril 2008 à février 2011. Fischer a maintenant le titre de chef invité d'honneur. Chef d'orchestre honoraire de l'orchestre depuis 1993, Moshe Atzmon en est le chef permanent de 1987 à 1993. Kobayashi occupe le titre de chef d'orchestre lauréat depuis 2003. En avril 2011, l'orchestre a Masahiko Enkoji comme chef résident et Kentaro Kawase comme conducteur. En décembre 2011, l'orchestre annonce la nomination de Martyn Brabbins comme son prochain chef principal à compter de 2013.

## Directeurs musicaux
- Hiroyuki Iwashiro (1971-1974)
- Tadashi Mori (1974-1980)
- Yuzo Toyama (1981-1987)
- Ken-Ichiro Kobayashi (directeur musical général, 1998-2001; directeur musical, 2001-2003)

## Chefs permanents
- Yoshikazu Fukumura (1971-1974)
- Shunji Aratani (1974-1980)
- Yuzo Toyama (1981-1987)
- Moshe Atzmon (1987-1993)
- Taijiro Iimori (1993-1998)

## Chefs principaux
- Ryusuke Numajiri (2003-2006)
- Thierry Fischer (2008-2011)

## Source de la traduction
- (en) Cet article est partiellement ou en totalité issu de l’article de Wikipédia en anglais intitulé « Nagoya Philharmonic Orchestra » (voir la liste des auteurs).